# Мыс Чёрный
Мыс Чёрный — посёлок в городском округе ЗАТО город Островной Мурманской области России.

## Этимология
Посёлок назван по мысу, на котором расположен.

## География
Посёлок находится на высоком скалистом мысу Восточного Нокуевского залива Баренцева моря, на расстоянии 50 км от города Островной, административного центра округа.
Мыс Чёрный является полуэксклавом ЗАТО города Островного, от основной территории которого посёлок достаточно отдалён. По суше Мыс Чёрный граничит только с сельским поселением Ловозеро соседнего Ловозерского района.

## Население
| 2002 | 2010 |
| ---- | ---- |
| 16   | ↘8   |

### Половой состав
Согласно результатам Всероссийской переписи населения 2010 года, в гендерной структуре мужчины составляли 100 % из 8 чел.